# ميسلون هادي
ميسلون هادي مؤلفة وكاتبة وصحفية وروائية عراقية، ولدت في الأعظمية في بغداد، وأكملت دراساتها الابتدائية في مدرسة الخنساء للبنات، ودراستها المتوسطة والثانوية في متوسطة اليرموك وثانوية الوثبة للبنات. تخرجت في قسم الإحصاء في كلية الإدارة والاقتصاد جامعة بغداد عام 1976، وعملت في الصحافة الثقافية ثلاثين عاماً، وعملت سكرتيرة تحرير لعدة دوريات ثقافية كالموسوعة الصغيرة ومجلة الطليعة الأدبية، وفي القسم الثقافي لمجلة ألف باء، وهي الآن متفرغة للكتابة. تزوجت من الناقد الدكتور نجم عبد الله كاظم ولهما ولدان وبنت.

## عن تجربة الكاتبة الادبية
بالإضافة للقصة والرواية كتبت في مجال العمود الصحفي والترجمة وأدب الأطفال. اهتمت بالكتابة عن الهوية والعولمة، ونشرت الكثير من المقالات في الشأنين العربي والمحلي وكتبت عن مختلف قضايا المرأة العربية.
كتبَ عن تجربتها الروائية والقصصية الكثير من النقاد العراقيين والعرب وأُنجزت عن أعمالها الكثير من الرسائل الجامعية. تُرجمت بعض قصصها إلى لغات عديدة، كما صدرت الترجمة الإنكليزية لروايتها «نبوءة فرعون» عن دار أوثر للنشر عام 2011. ترشحت روايتها «شاي العروس» للقائمة القصيرة لجائزة الشيخ زايد عام 2011، ونالت جائزة الإبداع العراقي عن روايتها «جانو أنت حكايتي» عام 2019 . كما فازت روايتها «العرش والجدول» بجائزة كاتارا للرواية العربية عام 2015. ارتبط اسمها بروايتها القصيرة الأولى «العالم ناقصاً واحد» التي تعلقت بأذهان القراء والنقاد كعلامة من علامات مسيرتها الروائية، وفي روايتها «حفيد البي البي سي» انعطفت بتجربتها نحو حشد السخرية للتهكم على الواقع السياسي المرير في عراق ماقبل وبعد الاحتلال، أما رواية «العيون السود» فكانت بانوراما لحياة العراقيين في تسعينات القرن الماضي وجاءت حافلة بالمفاجآت والمواقف الرومانسية وجماليات الحياة البغدادية.

## الكتب المنشورة
| - فِكْشنري، رواية، دار المدى للنشر والتوزيع، بغداد،2019 - سيارة مكشوفة في يوم مشمس، دار شهريار، البصرة، 2018 - أخوة محمد، رواية، دار الذاكرة للنشر والتوزيع، بغداد، 2018 - جانو أنت حكايتي، رواية، دار الحكمة، لندن، 2017 - جائزة التوأم، رواية، المؤسسة العربية للدراسات والنشر، بيروت، 2016 - العرش والجدول، رواية، مؤسسة كاتارا، قطر، 2016 بثلاث طبعات عربية وإنكليزية وفرنسية. - سعيدة هانم ويوم غد من السنة الماضية، رواية، المؤسسة العربية للدراسات والنشر، بيروت، 2015 - أجمل حكاية في العالم، رواية، المؤسسة العربية للدراسات والنشر، بيروت 2014 - التلصص من ثقب الباب، دار المأمون للترجمة والنشر، مقالات، بغداد 2013 - هذه الدنيا كتاب، قراءات، مجلة الرافد، الشارقة 2013 - أقصى الحديقة، قصص، المؤسسة العربية للدراسات والنشر بيروت 2013 - زينب وماري وياسمين، رواية، المؤسسة العربية للدراسات والنشر، بيروت 2012 - ماما تور بابا تور، قصص خيال علمي إلكترونية، الدار العربية للعلوم ناشرون، بيروت 2012 - الليالي الهادئة، قصص، الهيئة المصرية العامة لقصور الثقافة، القاهرة 2011 - حفيد البي بي سي، رواية، المؤسسة العربية للدراسات والنشر، بيروت 2011 - شاي العروس، رواية، دار الشروق، عمان 2010 - حلم وردي فاتح اللون، رواية، المؤسسة العربية للدراسات والنشر، بيروت 2009 | - نبوءة فرعون، رواية، المؤسسة العربية للدرسات والنشر، بيروت 2007. دار أوثر للنشر لندن 2011 - الحدود البرية، رواية، المؤسسة العربية للدراسات والنشر، بيروت 2004. - العيون السود، رواية، دار الشروق، عمّان 2002. المؤسسة العربية للدراسات والنشر، بيروت 2010 - يواقيت الأرض، رواية، المؤسسة العربية للدراسات والنشر، عمّان 2001. - رومانس، مجموعة قصصية، الاتحاد العام للكتاب العرب، دمشق 2000. - لا تنظر إلى الساعة، مجموعة قصصية، دار الشؤون الثقافية العامة، بغداد 1999. - العالم ناقصاً واحد، رواية، دار الشؤون الثقافية العامة، بغداد 1996، دار أسامة للنشر، عمّان 1999. - الطائر السحري والنقاط الثلاث، رواية للفتيان، وزارة الثقافة، عمّان 1995. - رجل خلف الباب، مجموعة قصصية، دار الشؤون الثقافية العامة، بغداد 1994 . - الخطأ القاتل، رواية للفتيان، دار ثقافة الأطفال، بغداد 1993. - أشياء لم تحدث، مجموعة قصصية، الهيئة المصرية العامة للكتاب، القاهرة 1992. - سر الكائن الغريب، رواية للفتيان، دار ثقافة الأطفال، بغداد 1988. - الخاتم العجيب، رواية للفتيان، دار ثقافة الأطفال، بغداد 1987. - الهجوم الأخير لكوكب العقرب، رواية للفتيان، دار ثقافة الأطفال، بغداد 1987. - الفراشة، مجموعة قصصية، دار الشؤون الثقافية العامة، بغداد 1986. - أساطير الهنود الحمر، دار الشؤون الثقافية العامة، بغداد 1986. - الشخص الثالث، مجموعة قصصية، دار الشؤون الثقافية العامة، بغداد 1985. |

## صدر عن تجربتها الإبداعية
- ميسلون هادي وأدب عصر المحنة، تأليف د. حسين سرمك حسن، عمّان، 2004.
- الفراشة والعنكبوت: دراسات في أدب ميسلون هادي القصصي والروائي، إعداد وجمع د. نجم عبد الله كاظم، عمّان، 2005.
- بين الخيال العلمي والواقع: قراءة نقدية في مجموعة ماماتور باباتور لميسلون هادي، إيمان عبد الحسين، دار الورشة الثقافية، بغداد، 2018.